# Universiteit voor Humanistiek
Universiteit voor Humanistiek (UVH) – holenderski uniwersytet w Utrechcie.

## Historia
Uniwersytet powstał w 1989 roku z Humanistisch Opleidings Instituut.

## Program dydaktyczny
Na uniwersytecie można uzyskać stopień licencjata (BA) nauk humanistycznych oraz stopień magistra (MA) nauk humanistycznych (niderl. Humanistiek) oraz etyki troski i zasad (niderl. Zorgethiek en Beleid).